# Vollrath Hoeck
Vollrath Wilhelm Hoeck (* 17. August 1890 in Hamburg; † 8. Juli 1968 in Soest) war ein deutscher Maler und Grafiker.

## Leben
Hoeck, einer von drei Söhnen des Kapitäns Klaus Johann Hoeck und seiner Frau Johanna, wuchs in Shanghai auf. 1896 verstarb dort der Vater. Mit ihrem neuen Gatten und ihren drei Söhnen zog die Mutter 1898 nach Schwelm in Westfalen. In Schwelm absolvierte Hoeck die Realschule. In den Jahren 1908 bis 1912 studierte er Malerei an der Kunstakademie Düsseldorf. Dann wurde er zum Militärdienst eingezogen. Im Ersten Weltkrieg war er an der Ost- und Westfront eingesetzt. 1918 geriet er in französische Gefangenschaft, aus der er nach zwei Jahren entlassen wurde.
Auf einer Expressionisten-Ausstellung in Düsseldorf sah er Werke von Paula Modersohn-Becker. Daraufhin zog es ihn nach Norddeutschland. In Worpswede schloss er sich dem Kreis um Bernhard Hoetger und Martha Vogeler an. Er entdeckte Ostfriesland. 1924 stellte er zusammen mit Hoetger, Alfred Kollmar, Modersohn-Becker, Christian Rohlfs und Hans Trimborn im Kaffeehaus Kiekbimutt auf Norderney aus. Bis 1926 lebte er auf Norderney, in Leer und Aurich, nachdem er 1923 vorübergehend in Bochum als Bergmann gearbeitet hatte.
1926 betätigte sich Hoeck in Köln als Kirchenmaler. In den folgenden Jahren absolvierte er eine Gesellen- und Meisterprüfung als Dekorationsmaler, während er bei seiner Mutter in Sonnborn wohnte. Als Maler stellte er seine damaligen Werke, die dem Impressionismus und Expressionismus zugeordnet werden können, in Düsseldorf, München, Berlin, Hamburg und Dortmund aus. 1929 heiratete er die Lehrerin Katharina „Käte“ Faber (1900–1981). Das Paar, das zwei Söhne bekam, lebte in Bochum, ab 1939 in Soest. 1933 übernahm er in Wuppertal von Diet Plaetzer den Vorsitz in der Bergischen Kunstgenossenschaft (BKG). Zum 1. April 1933 trat er angeblich „auf Bitten seiner Kollegen“ der NSDAP bei (Mitgliedsnummer 1.719.254), um den Künstlerverein vor der Gleichschaltung zu bewahren. Dieser Plan misslang: Im folgenden Jahr wurde die BKG aufgelöst.
1937 wurden in der Nazi-Aktion „Entartete Kunst“ sein expressives Tafelbild Ruhrlandschaft aus der Städtischen Bildergalerie Wuppertal-Elberfeld beschlagnahmt und vernichtet. Künstlerisch marginalisiert entschloss er sich 1939, der Wehrmacht beizutreten. Er wurde „Standortoffizier“ in Soest. Als er 1943 in das Kriegsgefangenenlager Forellkrug versetzt werden sollte, zog er es vor, in die Leitung eines Zwangsarbeiter- und Gefangenenlagers der Dortmund-Hörder Hüttenunion zu wechseln. Nach kurzer Zeit erhielt er dort seine Entlassung. Als Teilnehmer des Zweiten Weltkriegs geriet er erneut in Kriegsgefangenschaft, aus der er 1947 entlassen wurde. Danach begann er wieder künstlerisch zu arbeiten. Er wurde Mitglied des Kunstrings Soest und der nach dem Zweiten Weltkrieg wieder ins Leben gerufenen BKG in Wuppertal, wo er 1952 ausstellte. Nachdem er in dieser Zeit vorübergehend abstrakte Kunst produziert hatte, wandte er sich wieder der gegenständlichen Malerei zu. Ab Ende der 1950er Jahre zunehmend von der Parkinson-Krankheit beeinträchtigt starb er 77-jährig in Soest.

## Ausstellung
- Vollrath Hoeck – Zurück nach Norderney, Ausstellung vom 6. April bis 1. Juni 2008 im Bade-Museum Norderney